# Plexiphleps stellifera
Plexiphleps stellifera là một loài bướm đêm trong họ Noctuidae.

## Hình ảnh

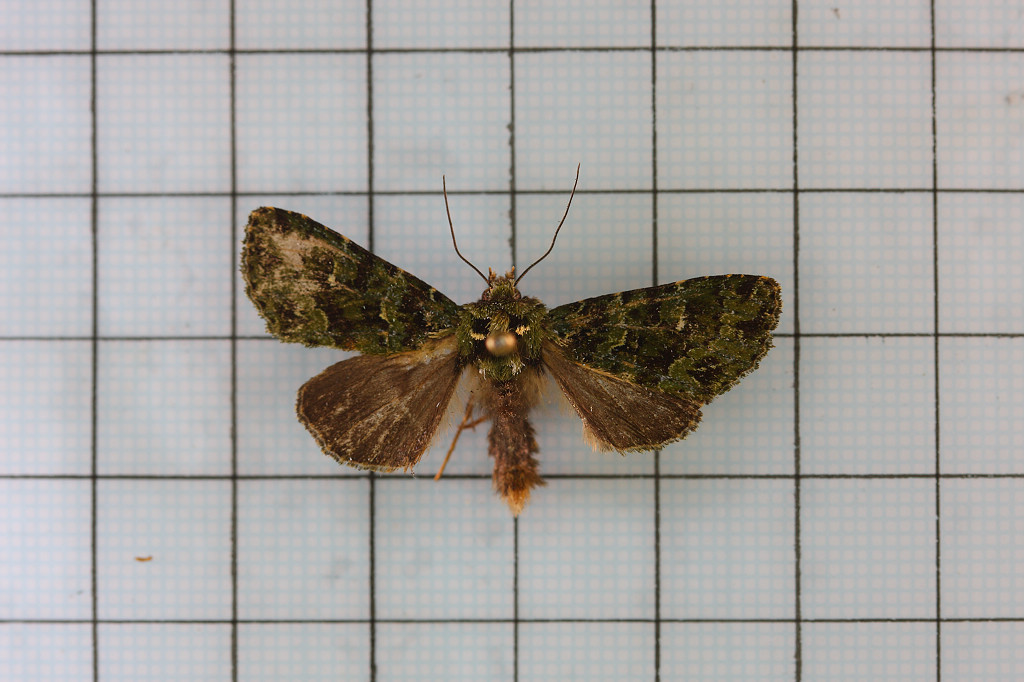